# Eucyclotoma lactea
Eucyclotoma lactea é uma espécie de gastrópode do gênero Eucyclotoma, pertencente a família Raphitomidae.